# Hôtel de ville d'Arbois
L'hôtel de ville est un bâtiment situé à Arbois occupé par la mairie de la commune et par le tribunal. Il fut occupé par le passé par le couvent des Ursulines. Le monument est classé au titre des monuments historiques en 1995.